# Fimbriaphyllia paraancora
Fimbriaphyllia paraancora is een rifkoralensoort uit de familie van de Euphylliidae. De wetenschappelijke naam van de soort is voor het eerst geldig gepubliceerd door Veron.
De soort komt voor in het Indo-Pacifisch gebied, de centrale Indische Oceaan en in het West-Pacifisch gebied. Ze staat op de Rode Lijst van de IUCN geklasseerd als 'kwetsbaar'.